# استنفاد فضاء عناوين الإصدار الرابع من بروتوكول الإنترنت
استنفاد فضاء عناوين الإصدار الرابع من بروتوكول الإنترنت (بالإنجليزية: IPv4 address space exhaustion)‏ هو نضوب العناوين الحرة في فضاء الإصدار الرابع من بروتوكول الإنترنت. بدأت هذه المشكلة في مطلع التسعينيات مع انتشار الاستخدام التجاري للإنترنت، فقد لُوحِظ نمو معدل استهلاك فضاء الإصدار الرابع من بروتوكول الإنترنت أسيَّاً، وكانت التوقعات تشير إلى استنفاد الفضاء كاملاً في منتصف التسعينيات من القرن العشرين.
طُرحت مجموعة من الحلول لمعالجة هذه المشكلة وفق إستراتيجيتين: الأولى قصيرة الأمد تهدف لإطالة الأمد المتوقع لاستنفاد الفضاء، وتشمل تقنيتي ترجمة عنوان الشبكة والتوجيه غير الصنفي بين النطاقات. أما الثانية فطويلة الأمد وتهدف لاستبدال الإصدار الرابع ببروتوكول تشبيك آخر ذي فضاء أكبر حجماً، وهو الإصدار السادس من بروتوكول الإنترنت. كان حل التوجيه غير الصنفي شديد الفعالية، فأطال عمر الفضاء ما يقرب عن عقدين من الزمن، ولذلك فإن هذه الآلية تُصنَّف «إستراتيجيةً متوسطة الأمد».
استنفدت الهيئة الناظمة لتحصيص فضاء الإصدار الرابع من بروتوكول الإنترنت، وهي أيانا، الفضاء كاملاً في شهر يناير من العام 2011م، وبدأت بعدها سجلات الإنترنت الإقليمية باستنفاد أفضيتها تتابعاً.

## خلفية عامة

بنية عنوان الإصدار الرابع من بروتوكول الإنترنت بحسب العنونة الصنفية.

مثال عن عنوان من الإصدار الرابع من بروتوكول الإنترنت.

### الإصدار الرابع من بروتوكول الإنترنت
| القيمة الثنائية | القيمة العشريّة | عدد الوحدان |
| --------------- | -------------- | ----------- |
| 0000 0000       | 0              | 0           |
| 0000 1000       | 128            | 1           |
| 0000 1100       | 192            | 2           |
| 0000 1110       | 224            | 3           |
| 0000 1111       | 240            | 4           |
| 1000 1111       | 248            | 5           |
| 1100 1111       | 252            | 6           |
| 1110 1111       | 254            | 7           |
| 1111 1111       | 255            | 8           |

الإصدار الرابع من بروتوكول الإنترنت (بالإنجليزية: Internet Protocol Version 4 اختصاراً IPv4)‏ هو بروتوكول تشبيك يعمل في طبقة الشبكة بحسب نموذج الاتصالات المعياري. طوّر هذا البروتوكول في عام 1981م ضمن عمل وكالة مشاريع البحوث المتطورة الدفاعية، وكان أحد الركائز التي قامت الإنترنت على أساسها.
يُعنى هذا البروتوكول بوظيفتين أساسيتين هما العنونة والتقطيع. والعنونة هي منح مُعرفات لتمييز مضيف أو مجموعة من المضيفين في الشبكة المحلية أو في الإنترنت، ويُسمّى العنوان الممنوح عنوان برتوكول الإنترنت. قد يستخدم العنوان لتمييز مُضيف ما بشكلٍ فريد بعينه، أو لتحديد أعضاء مجموعة من المضيفين الذين يستضيفون العنوان في نفس الوقت، وليس هناك مانع من استضافة المُضيف لأكثر من عنوان بروتوكول إنترنت في الوقت نفسه.
يُعرِّف الإصدار الرابع من بروتوكول الإنترنت فضاءً من العناوين يبلغ طول كل منها 32 بتاً، وقسِّم هذا الفضاء بحسب العنونة الصنفية إلى عدد من الأصناف على أساس رياضي، وشمل الصنف الأول، والذي يُسمّى الصنف A، جميع العناوين التي تبدأ بالبت (0) في الخانة الأكثر أهمية، وقُسِّم فضاء هذا الصنف إلى 128 فضاءً جزئياً في كل منها 16777216. أما فضاء الصنف B، فضم جميع العناوين التي تبدأ بالبتين (10)، وقُسِّم فضاء هذا الصنف إلى 16384 فضاءً جزئياً في كل منها 65536 عنواناً. وأما فضاء الصنف C، فضم جميع العناوين التي تبدأ بالبتات (110)، ثم قسم هذا الفضاء إلى 2097152 فضاءً جزئياً في كل منها 255 عنواناً. كما اقتطع من الفضاء الأصلي فضاء مخصص للبث المجموعاتي، وهو الفضاء الذي تبدأ جميع عناوينه بالبتات (1110)، في حين حجز الفضاء الذي تبدأ عناوينه بالبتات (1111) لاستخدامات مستقبلية. بالإجمال، هناك 232 أي ما يعادل تقريباً 109x 4.3 عنواناً في فضاء الإصدار الرابع من بروتوكول الإنترنت.
يكتب عنوان الإصدار الرابع من بروتوكول الإنترنت باستخدام نظام العد الثنائي، ويمكن تمثيله أيضاً باستخدام نظام عد خاص هو النظام العشري المُنقَّط [الإنجليزية]، وفيه يُقسَّم العنوان إلى أربعة أجزاء تدعى كل منها خانة وتضم 8 بتات، تكتب هذه الخانات مفصولة بنقاط، وتكون الخانة اليسرى هي الأكثر أهمية. تحتوي كل خانة على ثمانية بتات، ويكون البت الواقع في أقصى اليسار هو الأكثر أهمية ويمكن تمثيل قيمة الخانة بالنظام العشري، فيصبح العنوان مكوناً من أربعة أعداد عشرية مفصولة بنقاط، ومن هنا حصل نظام العدّ على اسمه. ولأن طول الخانة هو 8 بتات فقط، وهي تحتوي قيماً صحيحة موجبة فقط فإن قيمة كل خانة تكون محصورة في مجموعة الأعداد الصحيحة التي تقع بين العددين 0 و 255 ضمناً. فمثلاً هذا هو عنوان من الإصدار الرابع مكتوب بنظام الثنائي ثم العشري المنقط على الترتيب:
 00001010.00000000.00000000.00000001
10.0.0.1
يُرفَق كل عنوان بروتوكول إنترنت بقناع شبكة، وهو عدد طوله 32 بت، يُكتب وفقاً لنفس قواعد كتابة عنوان الإصدار الرابع من بروتوكول الإنترنت وله نفس البنية رباعية الخانات. يتميّز القناع بنمط فريد من تكرار الأصفار والوحدان فيه، فهو يضمّ تتابع وحيد غير منقطع من الوحدان يليه تتابع وحيد غير منقطع من الأصفار ويحدد طول القناع ححم فضاء العناوين بالعلاقة 2N حيث N هو عدد الأصفار في القناع. فمثلاً إذا كان عدد الوحدان في القناع 12 واحداً، فإن القناع الموافق للعنوان يكتب بالتمثيل الثنائي بالشكل:
0000 0000. 0000 0000. 0000 1111. 1111 1111
وهذا يقابل القناع 255.240.0.0، أو اختصاراً 12/. والتمثيل الأول هو التمثيل العشري المُنقط، ويمكن الحصول عليه باستبدال القيمة الثنائية لكل خانة بمقابلها العشري. أمّا التمثيل الثاني فهو تمثيل البادئة (بالإنجليزية: Prefix notation)‏، ويمكن الحصول عليه من خلال إحصاء عدد الوحدان المتتالية في القناع، وإضافتها إلى جانب الشريطة المائلة /. تستعمل كلتا الطريقتان للتعبير عن قناع الشبكة، ويضاف القناع دائماً إلى يسار العنوان. إنّ القيم العشرية المُستعملة في كتابة الخانات في أقنعة الشبكة في الإصدار الرابع من بروتوكول الإنترنت محدودة وعددها 9 فقط، والسبب في ذلك هو شرط الوحدان المتتالية غير المنقطعة، وهذه القيم هي {0، 128، 192، 224، 240، 248، 252، 254، 255}.

### تحصيص فضاء العناوين

هرمية تحصيص فضاء الإصدار الرابع من بروتوكول الإنترنت.

منذ نشأة الإنترنت، أشرفت هيئة أرقام الإنترنت المخصصة، المعروفة اختصاراً بالاسم أيانا IANA، على تحصيص وتخصيص المُعرِّفات الرقمية اللازمة لعمل الإنترنت، وأُديرت هذه الهيئة بواسطة معهد المعلوماتية في جامعة كاليفورنيا الجنوبية. ولكن منذ شهر مارس من العام 2000م، أشرفت شركة الإنترنت للأرقام والأسماء المخصصة، والمعروفة اختصاراً بالاسم آيكان ICANN، عبر أيانا، على تحصيص فضاء عناوين الإصدار الرابع من بروتوكول الإنترنت. يجب الانتباه إلى أن أيانا ليست مُنظَّمة قائمة بحد ذاتها بل هي هيئة للإشراف على مهمة يحددها آيكان.
يُعرَّف التحصيص (بالإنجليزية: Allocation)‏ بأنَّه منح فضاء عناوين جزئي لمزودات خدمة الإنترنت، أمَّا التخصيص (بالإنجليزية: ِAssignment)‏ فهو منح فضاء عناوين جزئي للعملاء. التحصيص والتخصيص هما جزء من عمل آلية هرميّة مُكوَّنة أربعة مستويات وفقاً لما يلي: رأس الهرم هو أيانا التي تُقدِّم خدمة تحصيص العناوين إلى عدد من سجلات الإنترنت الإقليمية والتي تخدم بدورها سجلات الإنترنت المحلية من خلال منحها أفضية العناوين حسب حاجتها. أخيراً، تقدم سجلات الإنترنت المحلية خدمة تخصيص العناوين إلى العملاء مباشرةً أو إلى سجلات إنترنت محلية فرعيّة. كلما جرى الابتعاد عن رأس الهرم، كان الفضاء المُحصص أصغر، والبادئة التي تحدده أكثر طولاً.
تتبع أيانا لإنجاز التحصيص سياسة عامة مرتكزة على ثلاثة مبادئ:
1. تحصص أيانا فضاء العناوين بواحدات محددة ببادئة من القياس 8/، وتمنح هذه الوحدات إلى سجلات الإنترنت الإقليمية.
2. تلتزم أيانا بتأمين حصص من أفضية العناوين تكفي الحاجة المستقبلية لسجلات الإنترنت الإقليمية لفترة لا تقل عن 18 شهراً.
3. تسمح أيانا لسجلات الإنترنت الإقليمية باعتماد استراتيجيات تحصيص وحجز محلية خاصة بها لضمان تحصص الفضاء بفعاليّة.

## نبذة تاريخية

استنفاد أفضية الإصدار الرابع من بروتوكول الإنترنت المحددة بالبادئة ذات القياس 8/ بين العامين 1996 و2014م.

خط زمني لمشكلة استنفاد فضاء عناوين الإصدار الرابع من بروتوكول الإنترنت.

بدأت الإنترنت بصفتها مشروعاً بحثياً في سبعينيات القرن العشرين، وكان الهدف الأساسي هو تطوير مجموعة من البروتوكولات التي تدعم الاتصال بين الطرفيات في شبكة بيانات بصرف النظر عن نوع البنية التحتية والتقنيات المستعملة في الإنشاء. بناءً على توقعات تشمل عدد المؤسسات التي ستتصل مع الشبكة وعدد الطرفيات في كل منها، اُختير طول العناوين ليكون 32 بتاً، وكان ذلك هو طول عنوان بروتوكول الإنترنت، الذي وضع معياره في العام 1981م وسُمي بالإصدار الرابع من بروتوكول الإنترنت. وأصبح هذا البروتوكول هو البروتوكول الرئيس في الشبكة بدءاً من 1 يناير 1983م.
بدأ استعمال الإنترنت لأغراض تجارية في نهاية ثمانينيات القرن العشرين، ونتج عن ذلك نمو متسارع في عدد المؤسسات التي تتصل مع الشبكة، وأظهر هذا النمو نزعة أسيّة، وخاصةً الطلب على أفضية الصنف B، وأصبح من الضروري تبني سياسة جديدة لتحصيص فضاء عناوين الإصدار الرابع من بروتوكول الإنترنت وإلا فإن استنفاد فضاء العناوين سيعيق نمو الإنترنت. في شهر نوفمبر من العام 1991، شكلت مجموعة مهندسي الإنترنت مجموعة عمل التوجيه والعنونة والمعروفة اختصاراً باسم رُوْد (بالإنجليزية: Routing and Addressing اختصاراً ROAD)‏، ونجحت هذه المجموعة في تعريف ثلاثة مشكلات رئيسة ستعيق نمو الإنترنت في المدى المنظور:
1. استنفاد فضاء عناوين الصنف B، وهذه هي نتيجة لغياب موجود فضاء عناوين يناسب مؤسسة متوسطة الحجم، ففضاء الصنف C صغير الحجم، وهو ما يدفع هذه المؤسسات لاستعمال فضاء من الصنف B، مع أن حجم الفضاء يزيد بكثير عن حاجة المؤسسة.
2. نمو جداول التوجيه في موجهات الإنترنت لتصبح بحاجة إلى قدرات معالجة غير متوافرة بالبرمجيات أو المعدات المتوافرة.
3. استنفاد فضاء عناوين الإصدار الرابع نهائيًا.

كانت التوقعات بحصول المشكلتين الأولى والثانية، في الفترة بين العامين 1993 و1995م، على عكس المشكلة الثالثة التي وصفت بأنَّها طويلة الأمد. من أجل المشكلتين الأولى والثانية، بدأت مجموعة رُوْد العمل على تطوير إستراتيجية قصيرة الأمد لحل هذه المشكلة، فطوَّرت تقنية التوجيه غير الصنفي بين النطاقات، التي نُشر مبدؤها في يونيو من العام 1992م في وثيقة طلب التعليقات RFC 1338، ثُم بشكل موسع في الوثيقة RFC 1519، التي نشرت في سبتمبر من العام 1993م، وحملت عنوان:«التوجيه غير الصنفي بين النطاقات: إستراتيجية منح وتحصيص العناوين». لاحقاً في العام 2006م، صدرت الوثيقة RFC 4632، وهي أحدث توصيف لآلية التوجيه غير الصنفي بين النطاقات. في شهر مايو من العام 1994م، طُوِّرت تقنية ترجمة عنوان الشبكة (NAT) لتكون حلاً آخر قصير الأمد لمشكلة الاستنفاد، واعتمد هذا الحل بأساسه على الاستعمال المكرر لأفضية الشبكات الخاصة لعنونة الشبكات المحلية، والاقتصار على استعمال العناوين العامة فقط عند النفاذ إلى الإنترنت. طوِّر أيضاً إصدار جديد من بروتوكول الإنترنت في إطار الاستراتيجية طويلة الأمد، هو الإصدار السادس من بروتوكول الإنترنت، نشر المعيار الأول للبروتوكول في شهر ديسمبر من العام 1995م ووصف بوثيقة طلب التعليقات RFC 1883.
كان الغرض الرئيس من تطوير الحلول ضمن الإستراتيجية قصيرة الأمد هو توفير عدة سنوات لحين تطوير حل شامل للمشكلة ضمن الاستراتيجية طويلة الأمد، ولكن الحلول قصيرة الأمد كانت شديدة الفعالية، فأطالت من عمر الإصدار الرابع من بروتوكول الإنترنت لأكثر من عقدين من الزمن، وأخرت تبني الإصدار السادس ليحل محل الإصدار الرابع بالكامل.

## مراحل الاستنفاد
| هذا يوم تاريخي في تاريخ الإنترنت، ولقد توقعنا حصوله منذ فترة ليست بالقصيرة، يمكن مستقبل الإنترنت في الإصدار السادس من بروتوكول الإنترنت، على جميع أصحاب المصالح الآن عمل إجراء حاسم لنشره. |
| —راؤول إتشبيريا، رئيس مجلس إدارة منظمة الموارد الرقمية (NRO) معلقاً على اسنتفاد أيانا لفضاء العناوين في 3 فبراير 2011.                                                                      |

خط زمني لاستنفاد أيانا وسجلات الإنترنت الإقليمية لفضاء الإصدار الرابع من بروتوكول الإنترنت.

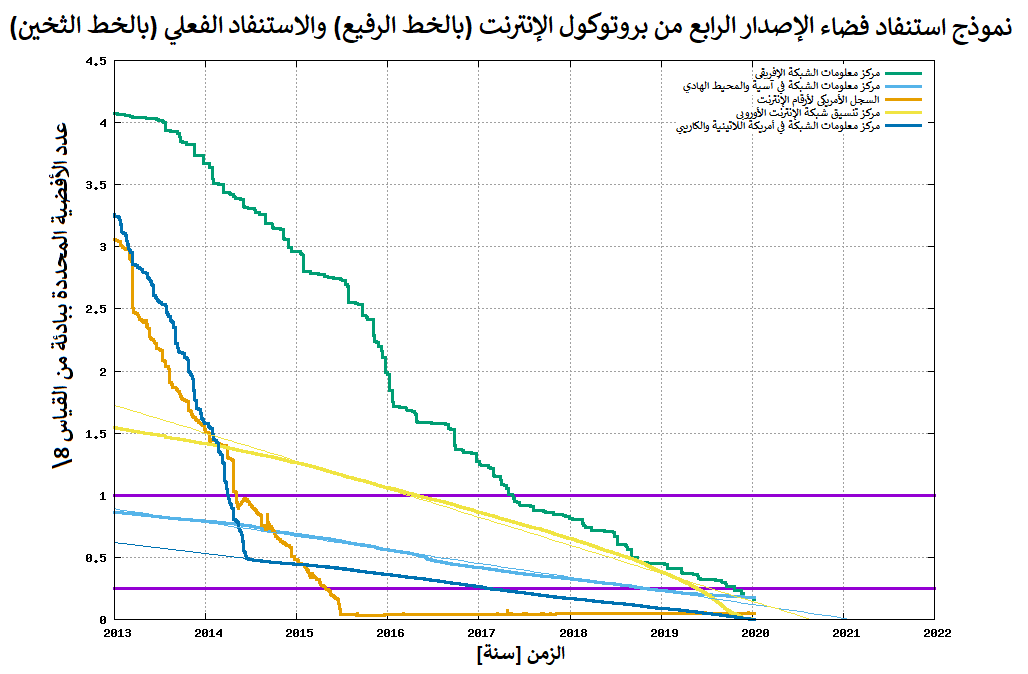
نموذج استنفاد فضاء عناوين الإصدار الرابع من بروتوكول الإنترنت في سجلات الإنترنت الإقليمية (بالخط الرفيع) مع الاستنفاد الفعلي (بالخط الغليظ).

انتشر الاستخدام التجاري للإنترنت في مطلع التسعينيات، وكان مترافقاً مع تطبيق تقنيات التجزئة على الأصناف القياسية لأفضية الإصدار الرابع من بروتوكول الإنترنت لإنجاز خدمة العنونة، ولكن مع النمو المتسارع للإنترنت، ظهرت الشكوك حول إمكانية استمرار تَوسُّع الإنترنت في ظل سرعة استنفاد فضاء العناوين. ففي شهر يونيو من العام 1992م مثلاً، استنفد 45% من فضاء الصنف B و38% من فضاء الصنف A . وبلغت نسبة الاستنفاد في مطلع العام 1994م نصف فضاء العناوين الصنف B مع توقعات باستنفاد النصف الآخر في غضون عام آخر. لذلك، فقد اقترحت مجموعة مهندسي الإنترنت استراتيجيةً جديدة لتحصيص فضاء العناوين سميت العنونة غير الصنفية، بالإضافة آلية جديدة للتوجيه سميت بالتوجيه غير الصنفي بين النطاقات.
بعد تطبيق آلية التوجيه غير الصنفي في عام 1995م، انخفض معدل استنفاد فضاء العناوين، وأصبح من المتوقع أن يُستنفَد فضاء عناوين الإصدار الرابع من بروتوكول الإنترنت في الفترة بين العامين 2005 و2011م. في دراسة أُجريت في العام 2005م، فُحص معدل الاستنفاد في السنوات العشرة السابقة، ووضع نموذج ليصف عملية استنفاد فضاء الإصدار الرابع من بروتوكول الإنترنت. وبناء على هذا النموذج، وفي حال بقاء سياسة التحصيص كما هي يلا تغيير، فقد كان من المتوقع أن تستنفد أيانا أفضية العناوين المحددة بالبادئة 8/ في لحظة ما في الفترة الممتدة بين العامين 2011 و2016م. وتوقعت دراسة أخرى أُعدَّت في العام 2007م حصول الاستنفاد في منتصف العام 2013.
سعت آيكان مع استنفاد الفضاء التدريجي إلى التعاون مع سجلات الإنترنت الإقليمية من أجل تبني سياسة موحَّدة لتحصيص المتبقي من فضاء عناوين الإصدار الرابع من بروتوكول الإنترنت. طلبت آيكان، لتحقيق ذلك، من السجلات في مطلع العام 2007م اقتراحاتٍ بخصوص سياسة عامة لتنظيم هذا الشأن. وبناءً على ما قُدم إليها، فقد جرى تطوير ثلاث إصدارات متتابعة لسياسة التحصيص طرح آخرها في شهر نوفمبر من العام 2007م. وفي شهر فبراير من العام 2008م، صدَّقت آيكان على إستراتيجية عامَّة لمنح القسم المتبقي من فضاء عناوين الإصدار الرابع من بروتوكول الإنترنت كما يلي:
1. طور الوفرة (بالإنجليزية: Existing Phase)‏: وفيه تستمر أيانا بتحصيص عناوين الإصدار الرابع من بروتوكول الإنترنت لسجلات الإنترنت الإقليمية باستعمال سياسة التحصيص المتبعة. يستمر هذا الطور حتى استقبال طلب تحصيص لا يمكن تلبيته، أو يمكن تلبيته بتحصيص فضاء العناوين المتبقي كاملاً، وذلك بغض النظر عن السجل الذي قدَّم الطلب. تجيب أيانا الطلب الذي سبب الدخول نهاية طور النفاد بتحصيصه الفضاء المتبقي كله، حتى لو لم يكن كافياً له، ثم يبدأ طور الاستنفاد.
2. طور الاستنفاد (بالإنجليزية: Exhaustion Phase)‏: يبدأ هذا الطور مع نهاية طور التوافر، وتباشره أيانا بتحصيص فضاء عناوين محجوز ومحدد بالبادئة 8/ لكل سجل إنترنت إقليمي.

أقر آيكان أيضاً سياسة عامة لمرحلة ما بعد الاستنفاد، وفيه تعمل أيانا على تشكيل تجمّع لأجزاء فضاء عناوين الإصدار الرابع يضمُّ أي أفضية جزئية لم تحصص، بالإضافة للأفضية المُستعادة من سجلات الإنترنت الإقليمية. وفقاً لهذه السياسة فإنَّ على السجلات إعادة الأفضية الجزئية المستعادة إلى أيانا، مع إبلاغها عندما يصبح إجمالي القسم المحصص من الفضاء أقل في قياسه من فضاء محدد بالبادئة 9/، وعندها تعلن أيانا أن عملية تحصيص هذا الفضاء فعَّالة بمقتضى آلية تحددها هذه السياسة.
انتهى طور الوفرة في نهاية شهر يناير من العام 2011م، بمنح أيانا الفضاءين: 39.0.0.0/8 و106.0.0.0/8 لمركز معلومات الشبكة في آسيا والمحيط الهادي [الإنجليزية]، وتلا ذلك، تفعيل طور النفاد ومنح فضاء من البادئة 8/ لكل سجل من سجلات الإنترنت الإقليمية الخمسة  وبذلك استنفدت أيانا فضاء عناوين الإصدار الرابع من بروتوكول الإنترنت كاملاً. بعد ذلك، بدأت سجلات الإنترنت الإقليمية باستنفاد أفضيتها أيضاً، فاستنفد مركز معلومات الشبكة في آسيا والمحيط الهادي أفضيته المحددة بالبادئة 8/ في أبريل 2011  وبدء بعد ذلك طوراً محلياً من سياسة الاستنفاد سماه المرحلة الثالثة (بالإنجليزية: Stage 3)‏ فيها يمكن منح مزودات الخدمة القومية أو المحلية أفضية جزئية مُحددة ببادئات من القياس 22/ أو أعلى، ثم استنفد مركز معلومات الإِنترنت الأوروبي [الإنجليزية] أفضيته من القياس نفسه في شهر سبتمبر من العام 2012م، وبعد ذلك، في 25 نوفمبر 2019، استنفد المركز فضاءَه كاملاً بتحصيصه آخر فضاء حُرٍّ محدد بالبادئة 22/. أمَّا  مركز معلومات أمريكا اللاتينية والكاريبي [الإنجليزية] فقد استنفد أفضيته المحددة بالبادئة 8/ في شهر يونيو من العام 2014، وابتدأ بعدها بطور ثالث من سياسة التحصيص طُوِّرَ بالتعاون مع مزودات الخدمة المحلية لتحصيص الأفضية ذات البادئات الأطول. وفعَّلت أيانا عندها سياسة ما بعد الاستنفاد وتحصيص فضاء العناوين المُستعاد، وكانت تلك آخر عملية تحصيص تنجزها أيانا لفضاء من الإصدار الرابع من بروتوكول الإنترنت. وأمَّا السجل الأمريكي لأرقام الإنترنت، فقد بدأ في استنفاد آخر أفضيته المحددة ببادئة من القياس 8/ في سبتمبر من العام 2014، وبدأ بعدها بتطبيق سياسة خاصة في عمليات المنح لا تلزمه بتلبية كل طلبات التحصيص، بالإضافة لتوجيه العملاء نحو استعمال الإصدار السادس من بروتوكول الإنترنت. وأخيراً، بدء مركز معلومات الشبكة الإفريقي استنفاد آخر فضاء محدد ببادئة من القياس 8/ في شهر مارس من العام 2017.

خط زمني للمرحلة الأخيرة لاستنفاد فضاء العناوين في مركز تنسيق الإنترنت الأوروبية.
النسبة المئوية لتوزَّع أفضية عناوين الإصدار الرابع من بروتوكول الإنترنت على سجلات الإنترنت الإقليمية.
طيف الفضاء المُحصص لعناوين الإصدار الرابع من بروتوكول الإنترنت، تمثّل الألوان سجلات الإنترنت الإقليمية الخمسة.
النسبة المئوية لفضاء الإصدار الرابع من بروتوكول الإنترنت المستنفد (مُحصص من أيانا إلى سجلات الإنترنت الإقليمية أو المستخدمين) في الفترة بين العامين 1994 و 2007م. الأرقام تمثل نسبة الاستنفاد في اليوم الأول من كل سنة.

## الحلول المقترحة

### ترجمة عنوان الشبكة

مثال عن استعمال تقنية ترجمة عناوين الشبكة باستخدام فضاء عناوين خاص من الصنف B هو 192.168.100.0/24.

ترجمة عنوان الشبكة (بالإنجليزية: Network Address Translation اختصاراً NAT)‏ هي تقنية تسمح لمُنظمة تدير شبكة محلية ما باستعمال أحد أفضية العناوين الخاصة لعنونة المُضيفين في تلك الشبكة، في الوقت نفسه الذي تستعمل فيه عناوين عامّة للاتصال مع الإنترنت. تحتاج هذه التقنية إلى مُوجّه يجري عملية المطابقة والتبديل، والتي تسمى الترجمة، بين العناوين الخاصة والعامة، ويمكن أن يسمح ذلك لعدد كبير من مُضيفي العناوين الخاصة بتشارك عدد قليل من العناوين العامة واستعمالها للوصول إلى الإنترنت.
تسمح تقنية ترجمة عناوين الشبكة لمضيف لا يستضيف عنوان بروتوكول إنترنت مُحصص وفريد عالمياً بالاتصال مع مضيفين آخرين عبر الإنترنت. قد يكون عنوان المضيف من شبكة خاصة أو مُحصص عالمياً لمضيف أو منظمة أخرى، وفي كلتا الحالتين، تسمح ترجمة عنوان الشبكة للمضيف بالاتصال مع هدفه عبر الإنترنت من خلال تبديل عنوانه في رزم البيانات التي يُولِّدها بعنوان مُسجَّل وفريد عالمياً.
طُوِّرت تقنيّة ترجمة عنوان الشبكة في العام 1994م لتكون حلاً استنفاد عناوين الإصدار الرابع من بروتوكول الإنترنت ضمن الإستراتيجية قصيرة الأمد، ووصفت أساساً في وثيقة طلب التعليقات RFC 1631، وعدّل المعيار لاحقاً وأضيف إليه دعم ترجمة عنوان الشبكة ورقم المنفذ ونُشر في عام 2001م بالاسم الرمزي RFC 3022.

### التوجيه غير الصنفي بين النطاقات

جدول للبوادئ المتاحة للاستعمال في العنونة غير الصنفي، ومكافئاتها بحسب العنونة الصنفية.

التوجيه غير الصنفي بين النطاقات (بالإنجليزية: Classless InterDomain Routing اختصاراً CIDR)‏ هو حل مرحلي لمشكلة استنفاد فضاء الإصدار الرابع من بروتوكول الإنترنت. لقد هدفَ استعمال التوجيه غير الصنفي إلى هدفين أساسيين: أولاً، تنظيم عملية المنح بحيث تسهل عملية تجميع المسارات من أجل تخفيض حجم جداول التوجيه عالمياً. ثانياً، تعريف قواعد جديدة للعنونة مغايرة للعنونة الصنفية أو القياسية.
لتنفيذ الهدف الأول، يجري تحصيص البادئات بشكل متوافق مع طوبولوجيا الإنترنت بشكل يُسهِّل عملية التجميع التي تستهدف زيادة فعالية نظام التوجيه العالمي. أما تحقيق الهدف الثاني فتطلَّب إيقاف العمل بنظام التحصيص القائم على العنونة باستعمال الأصناف القياسية A وB وC، واستبداله بنظام يعتمد على العنونة غير الصنفية (بالإنجليزية: Classless)‏، التي يُقسَّم فضاء العناوين فيها إلى أفضية ذات أحجامٍ متنوعة وفقاً للحاجة، ويشار لحجم الفضاء باستعمال تمثيل البادئة للقناع المرفق معه.
وُصفت آليتا العنونة والتوجيه غير الصنفيان أولاً في وثيقة طلب التعليقات RFC 1338 في العام 1992م. في العام التالي، وتحديداً في شهر ديسمبر، صدرت الوثيقتان: RFC 1518، وكانت مُخصصة للعنونة غير الصنفية، وRFC 1519 وخُصصت للتوجيه غير الصنفي. وأخيراً، في العام 2006م، صدرت الوثيقة RFC 4632 وهي الوثيقة الأحدث التي تتناول هذا المعيار.
كانت آلية التوجيه غير الصنفي، بُعيد تطويرها، حلاً قصير الأمد لمشكلة استنفاد فضاء العناوين، وكان من المتوقع أن تطيل الأمد اللازم لاستهلاك الفضاء كاملاً لفترة تتراوح بين 3 و 5 سنوات، حيث يجري خلالها تطوير حلول أكثر فعالية لمسألتي العنونة والتوجيه. ولكن هذه الآلية تجاوزت التوقعات وأطالت الأمد المتوقع ليتجاوز 17 عاماً  وأصبحت بذلك حلاً متوسط الأمد.

### الإصدار السادس من بروتوكول الإنترنت
الإصدار السادس من بروتوكول الإنترنت (بالإنجليزية: Internet Protocol Version 6 اختصاراً IPv6)‏ هو بروتوكول تشبيك لشبكات البيانات. طوّر البروتوكول في العام 1995م ليكون حلاً طويلاً الأمد لمشكلة استنفاد فضاء عناوين الإصدار الرابع من بروتوكول الإنترنت. يُعرَّف الإصدار السادس بنية محددة لرزمة بيانات وآلية لعنونة المضيفين بشكل فريد بطريقة تسمح بتوجيه الرزم من مصدرها إلى وجهتها عبر الشبكة بواسطة المُوجِّهات.
يبلغ طول عنوان الإصدار السادس 128 بتاً، أي أنه أطول بأربعة أضعاف من طول عنوان الإصدار الرابع، وعدد العناوين في فضائه 1028 ضعفاً من عدد العناوين في فضاء عناوين الإصدار الرابع. يُكتب العنوان باستعمال نظام العد الست عشري بطول هو 32 مرتبة، وتكون المرتبة التي تقع في أقصى اليسار هي الخانة الأكثر أهمية. تُقسَم المراتب إلى مجموعات رباعية عددها 8 مجموعات، ويَفصل بين كل مجموعتين متتالين نقطتان رأسيتان (:)، فمثلاً:
هو مثال عن عنوان من الإصدار السادس من بروتوكول الإنترنت. يوجد معيار موحَّد لاختصار عناوين الإصدار السادس من بروتوكول الإنترنت، وهو موصوفة في وثيقة طلب التعليقات RFC 4291.
تشمل إضافات أخرى للبروتوكول بنيةَ ترويسةٍ أبسطَ ذات عدد حقول أقل، ودعماً أوسع للتوسعات والخيارات الملحقة بترويسة البروتوكول، بالإضافة لميزات أمنية مطورة خصيصاً للبروتوكول تشمل التحقق من الهوية وسلامة البيانات وسريتها. تضمّن تصميم الإصدار السادس أيضاً دعماً افتراضياً لعدد من التقنيات التي سبق وأضيفت للإصدار الرابع مثل تجميع المسارات والعنونة المحلية وترجمة عناوين الشبكة، بالإضافة لتقنيات أخرى جديدة مثل التهيئة الذاتية الآلية (SLAAC)  وصنف جديد من العنونة هو العنونة الاختياريّة (بالإنجليزية: Anycast)‏. بالإضافة لذلك، يعتمد الإصدار السادس من بروتوكول الإنترنت بشكل كبير على بروتوكول رديف طوّر خصيصاً لدعم هذه الوظائف، وهو بروتوكول اكتشاف الجيران (NDP).
نُشِر المعيار الأول للبروتوكول في ديسمبر من العام 1996 في وثيقة طلب التعليقات RFC 1883. ثُمَّ صدرت الوثيقة RFC 2460 بعد ثلاث سنوات في شهر ديسمبر من العام 1998م، وظلت هذه الوثيقة هي المعيار الرسمي للبروتوكول لمدة 19 عاماً تقريباً، قبل أن تصدر الوثيقة RFC 8200 في شهر يوليو من العام 2017 لتصبح المعيار الرسمي للإصدار السادس من بروتوكول الإنترنت منذ ذلك الحين.

## هوامش

خريطة العالم وتوزع سجلات الإنترنت الإقليمية عليها.

1. ↑  الاسم الأصل للسياسة (بالإنجليزية: Global Policy for Remaining IPv4 Address Space)‏.
2. ↑  هناك 5 سجلات إنترنت إقليمية في العالم هي: مركز معلومات الشبكة الإفريقي (AfriNIC) ومركز معلومات الشبكة في آسية والمحيط الهادي (APNIC)، والسجل الأمريكي لأرقام الإنترنت (ARIN)، ومركز معلومات الشبكة في أمريكا اللاتينية والكاريبي (LACNIC)، ومركز معلومات الإِنترنت الأوروبي (RIPE NCC).[وب-إنج 6]
3. ↑  أخذاً بالحسبان أن وثيقة طلب التعليقات RFC 1338 هي أول معيار رسمي للتوجيه غير الصنفي (مع أنَّها سمَّته التجزئة العليا (بالإنجليزية: Supernetting)‏) قد صدرت في يونيو 1992م،[20] في حين أعلنت أيانا عن استنفاد أفضية العناوين المحددة ببادئة من القياس 8/ في شهر يناير من العام 2011م،[وب-إنج 1] أي أن المدة الفاصلة بين الاثنين هي: 18 عاماً و7 أشهر.

2. هناك 5 سجلات إنترنت إقليمية في العالم هي: مركز معلومات الشبكة الإفريقي (AfriNIC) ومركز معلومات الشبكة في آسية والمحيط الهادي (APNIC)، والسجل الأمريكي لأرقام الإنترنت (ARIN)، ومركز معلومات الشبكة في أمريكا اللاتينية والكاريبي (LACNIC)، ومركز معلومات الإِنترنت الأوروبي (RIPE NCC).

### فهرس الإحالات
المنشورات
بالعربية
1. ↑  بكني (2022)، ص. 154.
2. 1 2  بكني (2019)، ص. 20.
3. ↑  بكني (2022)، ص. 44.
4. ↑  بكني (2019)، ص. 11-12.
5. ↑  بكني (2019)، ص. 13-14.

بالإنكليزية
1. 1 2 3  RFC 4632, p. 1.
2. 1 2 3  RFC 1631, p. 1.
3. 1 2 3 4  RFC 1519, p. 1.
4. 1 2 3  RFC 1883, p. 1.
5. 1 2 3  Odom (2013), p. 612.
6. ↑  Kozierok (2005), p. 235-255.
7. ↑  Dyson (1999), p. 199.
8. 1 2 3  RFC 791, p. 7.
9. ↑  RFC 4632, p. 3.
10. ↑  Odom (2013), p. 309.
11. ↑  RFC 1174, p. 2.
12. ↑  RFC 2860, p. 1.
13. ↑  RFC 7020, p. 4.
14. ↑  RFC 2050, p. 4.
15. ↑  RFC 7020, p. 3.
16. ↑  [a] RFC 801, p. 2.
[b] RFC 3789, p. 2.
17. ↑  RFC 1752, p. 4.
18. 1 2  RFC 4632, p. 4.
19. ↑  Fall (2012), p. 47.
20. 1 2 3  RFC 1338, p. 1.
21. ↑  RFC 1918, p. 1.
22. ↑  RFC 1366, p. 3.
23. ↑  Fall (2012), p. 46.
24. ↑  RFC 1752, p. 7.
25. ↑  Hain (2005), p. 2-19.
26. ↑  Beijnum (2007), p. 22-28.
27. ↑  Kozierok (2005), p. 428.
28. ↑  Dyson (1999), p. 264-265.
29. ↑  Odom (2013), p. 581.
30. ↑  RFC 3022, p. 1.
31. ↑  Dyson (1999), p. 73.
32. ↑  Odom (2013), p. 579.
33. ↑  RFC 1518, p. 1.
34. ↑  RFC 4632, p. 5.
35. 1 2  RFC 8200, p. 1.
36. ↑  Odom (2013), p. 611.
37. ↑  Fall (2012), p. 32.
38. ↑  َRFC 4291, p. 4-6.
39. ↑  RFC 8200, p. 4.
40. ↑  RFC 4862, p. 1.
41. ↑  َRFC 4291, p. 12.
42. ↑  RFC 4861, p. 1.
43. ↑  RFC 2460, p. 1.

الوب
بالإنكليزية
1. 1 2 3 4  "Free Pool of IPv4 Address Space Depleted". The Number Resource Organization (بالإنجليزية). 03-02-2011. Archived from the original on 21-01-12018. Retrieved 18-01-2020. {{استشهاد ويب}}: تحقق من التاريخ في: |تاريخ أرشيف= (help)
2. ↑  "Internet Assigned Numbers Authority (IANA) Policy For Allocation of IPv4 Blocks to Regional Internet Registries". Internet Corporation for Assigned Names and Numbers (ICANN) (بالإنجليزية). Archived from the original on 2019-11-06. Retrieved 2020-01-01.
3. ↑  "Global Policy Proposal for Remaining IPv4 Address Space – Background Report". (Internet Corporation for Assigned Names and Numbers (ICANN (بالإنجليزية). Archived from the original on 2019-11-06. Retrieved 2020-04-07.
4. ↑  "Global Policy for the Allocation of the Remaining IPv4 Address Space". (Internet Corporation for Assigned Names and Numbers (ICANN (بالإنجليزية). Archived from the original on 2019-11-15. Retrieved 2019-12-29.
5. ↑  "Global Policy for Post Exhaustion IPv4 Allocation Mechanisms by the IANA". (Internet Corporation for Assigned Names and Numbers (ICANN (بالإنجليزية). Archived from the original on 2019-04-03. Retrieved 2020-01-03.
6. 1 2  "Number Resources". Internet Assigned Numbers Authority (IANA) (بالإنجليزية). Archived from the original on 2020-01-01. Retrieved 2020-01-21.
7. ↑  "IANA IPv4 Address Space Registry". IANA (بالإنجليزية). Archived from the original on 2019-07-05. Retrieved 2019-12-29.
8. ↑  "APNIC IPv4 Address Pool Reaches Final /8". Asia-Pacific Network Information Center (APNIC) (بالإنجليزية). 15 Apr 2011. Archived from the original on 2011-04-18. Retrieved 2019-12-29.
9. ↑  Philip Smith (28 Aug 2008). "prop-062: Use of final /8". Asia-Pacific Network Information Center (APNIC) (بالإنجليزية). Archived from the original on 2020-01-01. Retrieved 2024-11-28.
10. ↑  "RIPE NCC Begins to Allocate IPv4 Address Space From the Last /8". Réseaux IP Européens - Network Coordination Centre (RIPE NCC) (بالإنجليزية). 14 Sep 2012. Archived from the original on 2019-02-23. Retrieved 2019-12-29.
11. ↑  "No more IPv4 addresses in Latin America and the Caribbean". Latin America and Caribbean Network Information Centre (LACNIC) (بالإنجليزية). 10 Jul 2014. Archived from the original on 2019-07-06. Retrieved 2019-12-29.
12. ↑  "Remaining IPv4 Addresses to be Redistributed to Regional Internet Registries - Address Redistribution Signals that IPv4 is Nearing Total Exhaustion". Internet Corporation for Assigned Names and Numbers (ICANN) (بالإنجليزية). 20 May 2014. Archived from the original on 2019-07-30. Retrieved 2020-02-29.
13. ↑  John Curran (24 Sep 2015). "ARIN IPv4 Free Pool Reaches Zero". American Registry for Internet Numbers (ARIN) (بالإنجليزية). Archived from the original on 2019-07-06. Retrieved 2020-01-09.
14. ↑  "IPv4 Addressing Options". American Registry for Internet Numbers (ARIN) (بالإنجليزية). 24 Sep 2015. Archived from the original on 2019-05-04. Retrieved 2020-01-09.
15. ↑  "AFRINIC Enters IPv4 Exhaustion Phase 1". African Network Information Centre (AFRINIC) (بالإنجليزية). 3 Apr 2017. Archived from the original on 2017-10-13. Retrieved 2020-01-09.

بالفرنسية
1. ↑  "La pénurie d'adresses IPv4 s'est accélérée". Autorité de régulation des communications électroniques, des postes et de la distribution de la presse (ARCEP) (بالفرنسية). Archived from the original on 2020-01-09. Retrieved 2020-01-09.

### معلومات المراجع كاملة
أولاً: المقالات: (مرتبة وفقاً لتاريخ النشر)
- Tony Hain (2005). "A Pragmatic Report on IPv4 Address Space Consumption" (PDF). The Internet Protocol Journal (بالإنجليزية). 8 (3): 2–19. ISSN:1944-1134. S2CID:59744422. QID:Q131357444.
- Iljitsch van Beijnum (2007). "IPv4 Address Space:: 2.46 Billion Down, 1.25 Billion to Go" (PDF). The Internet Protocol Journal (بالإنجليزية). 10 (3): 22–28. ISSN:1944-1134. QID:Q131357469.

ثانياً: الكتب:
بالعربية
- ميشيل بكني (2019)، مذكَّرة في أُصول تجزئة الشَّبكة، DOI:10.6084/M9.FIGSHARE.21799436، QID:Q100600916
- ميشيل بكني (2022). ساندرا هانبو (المحرر). بروتوكول الإِنترنت: الإِصداران الرابع والسادس. أورتيز: مطبعة إيسن. DOI:10.6084/M9.FIGSHARE.19326086. ISBN:978-2-9576887-1-5. OCLC:1425075897. OL:36773625W. QID:Q111284802.

بالإنكليزية
- Peter John Dyson (1999). Dictionary of Networking (بالإنجليزية) (3rd ed.). San Francisco: Sybex. ISBN:0-7821-2461-5. OCLC:43596809. OL:8096220M. QID:Q115917529.
- Charles Kozierok (2005). The TCP/IP Guide: a comprehensive, illustrated Internet protocols (PDF) (بالإنجليزية). San Francisco: No Starch Press. ISBN:978-1-59327-047-6. OCLC:1047847974. OL:8871404M. QID:Q115917346.
- Kevin R. Fall; W. Richard Stevens (2012). TCP/IP illustrated: Volume 1, The protocols (PDF) (بالإنجليزية) (2nd ed.). Boston: Addison-Wesley. ISBN:978-0-321-33631-6. OCLC:774930889. OL:25162208M. QID:Q115922106.
- Wendell Odom (2013). Cisco CCENT/CCNA ICND1 100-101 Official Cert Guide (بالإنجليزية). Indianapolis: Cisco Press. ISBN:978-1-58714-485-1. OCLC:863128088. OL:26185412M. QID:Q115919723.

ثالثاً: وثائق طلب التعليقات: (مرتبة وفقاً لرقم الوثيقة)
- J. Postel (Sep 1981), Internet Protocol: DARPA Internet Program, Protocol Specification (بالإنجليزية), Internet Engineering Task Force, DOI:10.17487/RFC0791, RFC:791, QID:Q47467078
- J. Postel (Nov 1981), NCP/TCP transition plan (بالإنجليزية), Internet Engineering Task Force, DOI:10.17487/RFC0801, RFC:801, QID:Q47315900
- V.G. Cerf (Aug 1990), IAB recommended policy on distributing internet identifier assignment and IAB recommended policy change to internet "connected" status (بالإنجليزية), Internet Engineering Task Force, DOI:10.17487/RFC1174, RFC:1174, QID:Q47471745
- T. Li (Jun 1992), Supernetting: an Address Assignment and Aggregation Strategy (بالإنجليزية), Internet Engineering Task Force, DOI:10.17487/RFC1338, RFC:1338, QID:Q47468405
- E. Gerich (Oct 1992), Guidelines for Management of IP Address Space (بالإنجليزية), Internet Engineering Task Force, DOI:10.17487/RFC1366, RFC:1366, QID:Q47294754
- Y. Rekhter; T. Li (Sep 1993), An Architecture for IP Address Allocation with CIDR (بالإنجليزية), Internet Engineering Task Force, DOI:10.17487/RFC1518, RFC:1518, QID:Q47314090
- T. Li (Sep 1993), Classless Inter-Domain Routing (CIDR): an Address Assignment and Aggregation Strategy (بالإنجليزية), Internet Engineering Task Force, DOI:10.17487/RFC1519, RFC:1519, QID:Q47199620
- K. Egevang; P. Francis (May 1994), The IP Network Address Translator (NAT) (بالإنجليزية), Internet Engineering Task Force, DOI:10.17487/RFC1631, RFC:1631, QID:Q47164409
- S. Bradner; A. Mankin (Jan 1995), The Recommendation for the IP Next Generation Protocol (بالإنجليزية), Internet Engineering Task Force, DOI:10.17487/RFC1752, RFC:1752, QID:Q47457995
- S. Deering; R. Hinden (Dec 1995), Internet Protocol, Version 6 (IPv6) Specification (بالإنجليزية), Internet Engineering Task Force, DOI:10.17487/RFC1883, RFC:1883, QID:Q47472593
- Y. Rekhter; E. Lear (Feb 1996), Address Allocation for Private Internets (بالإنجليزية), Internet Engineering Task Force, DOI:10.17487/RFC1918, RFC:1918, QID:Q47462819
- J. Postel (Nov 1996), Internet Registry IP Allocation Guidelines (بالإنجليزية), Internet Engineering Task Force, DOI:10.17487/RFC2050, RFC:2050, QID:Q47483471
- S. Deering; R. Hinden (Dec 1998), Internet Protocol, Version 6 (IPv6) Specification (بالإنجليزية), Internet Engineering Task Force, DOI:10.17487/RFC2460, RFC:2460, QID:Q47467387
- B. Carpenter; F. Baker (Jun 2000), Memorandum of Understanding Concerning the Technical Work of the Internet Assigned Numbers Authority (بالإنجليزية), Internet Engineering Task Force, DOI:10.17487/RFC2860, RFC:2860, QID:Q47457775
- P. Srisuresh (Jan 2001), Traditional IP Network Address Translator (Traditional NAT) (بالإنجليزية), Internet Engineering Task Force, DOI:10.17487/RFC3022, RFC:3022, QID:Q47466014
- P. Nesser; II; A. Bergstrom; P. Nesser, II (Jun 2004), Introduction to the Survey of IPv4 Addresses in Currently Deployed IETF Standards Track and Experimental Documents (بالإنجليزية), Internet Engineering Task Force, DOI:10.17487/RFC3789, RFC:3789, QID:Q47483245
- S. Deering; R. Hinden (Feb 2006), IP Version 6 Addressing Architecture (بالإنجليزية), Internet Engineering Task Force, DOI:10.17487/RFC4291, RFC:4291, QID:Q47470884
- T. Li (Aug 2006), Classless Inter-domain Routing (CIDR): The Internet Address Assignment and Aggregation Plan (بالإنجليزية), Internet Engineering Task Force, DOI:10.17487/RFC4632, RFC:4632, QID:Q47485207
- W. Simpson; T. Narten; E. Nordmark (Sep 2007), Neighbor Discovery for IP version 6 (IPv6) (بالإنجليزية), Internet Engineering Task Force, DOI:10.17487/RFC4861, RFC:4861, QID:Q47465975
- T. Narten (Sep 2007), IPv6 Stateless Address Autoconfiguration (بالإنجليزية), Internet Engineering Task Force, DOI:10.17487/RFC4862, RFC:4862, QID:Q47483181
- R. Housley; G. Huston (Aug 2013), The Internet Numbers Registry System (بالإنجليزية), Internet Engineering Task Force, DOI:10.17487/RFC7020, RFC:7020, QID:Q47463802
- S. Deering; R. Hinden (Jul 2017), Internet Protocol, Version 6 (IPv6) Specification (بالإنجليزية), Internet Engineering Task Force, DOI:10.17487/RFC8200, RFC:8200, QID:Q47476951

## وصلات خارجية
- سجل التحصيص الخاص بأيانا لفضاء الإصدار الرابع من بروتوكول الإنترنت.
- حالة استنفاد فضاء الإصدار الرابع بروتوكول الإنترنت، مدونة جيف هوستن.